# Theydon Garnon
Theydon Garnon of Theydon Gernon is een civil parish in het bestuurlijke gebied Epping Forest, in het Engelse graafschap Essex. Het ligt bij het knooppunt van de M11 en de M25.
In 2001 telde het civil parish 130 inwoners. Het dorp heeft een anglicaanse kerk. De civil parish telt 33 monumentale panden. De parish omvat ook de gehuchten Fiddlers Hamlet en Hobbs Cross.